# Гермия (Галатия)
Гермия (др.-греч. Γέρμα, Γερμοκολώνεια, лат. Colonia Iulia Augusta Felix Germenorum) — римский и византийский город в провинции Галатия, в одноимённой исторической области. Ныне на месте города находится турецкая деревня Юрме (Yürme), официально переименованная в 1984 году в Гюмюшконак. Город в византийскую эпоху был известен свой большой церковью, посвящённой архангелу Михаилу. Помимо неё, в Гермии обнаружены несколько руин византийской эпохи. Некоторые расположены за пределами турецкой деревни, указывая на бо́льшие размеры византийского поселения, вероятно, простиравшегося до некрополей с могилами и скальными гробницами. Два новых участка, используемых под сады и поля, исследованы геофизическими методами. Террасы содержат древнюю кладку в подпорных стенах. На одной террасе геомагнитное обследование выявило план крупного ограждения.

## История
Гермия расположена в западной Галатии, сельской местности на Анатолийском плоскогорье, приблизительно в 100 км юго-западнее Анкиры. Античных корней не выявлено, однако с ранневизантийского периода письменные источники упоминают Гермию как город, епископство и центр паломничества. Поселение обладало термальными источниками (которому, видимо, обязана своим названием), церковью архангела Михаил с ризой Господней в крипте. Император Юстиниан I (527—565) молился там в старости, а Феодор Сикеот совершил в Гермии чудо изгнания бесов. Согласно хронисту IX века Феофану Исповеднику, «В этом году в месяце октябре, индиктиона 11, отправился царь Юстиниан на богомолье в город Мириангелон, или что тоже Гермион в Галатии» (под 6056 годом от сотворения мира).
В «Тёмные веке» Гермия не испытала, в отличие от многих других византийских городов, периоду упадка. Располагаясь рядом с двумя другими городами, Манталосом и Гоелоеном, Гермия не стала крупным городом.
Развитие города в средневизантийский период ставит вопрос о выживании Гермии во время арабских набегов VII—IX веков. Южный сосед Аморий, обладавший мощными стенами и гарнизоном, подвергался нападениям не менее пяти раз, дважды был захвачен (в 668 и 838 годах). Гермия же, лишённая укреплений и удалённая от военных опорных пунктов, с её источниками и пастбищами представляла лёгкую цель для арабской конницы. Косвенное свидетельство захвата Гермии арабами около 668 года — клад из 47 золотых монет, зарытый в центре паломнического комплекса. Клад состоит исключительно из новых солидов правления Константа II (641—668), включая позднейший экземпляр с Константином IV, Ираклием и Тиберием. Однородность и хорошее качество монет указывают на их столичное происхождение, вероятно, военную казну, а не местное церковное сокровище. Контекст 668 года предполагает, что отряд, направленный против арабов, спрятал монеты перед боем. Невозможность извлечения клада свидетельствует о разгроме византийцев и вероятном разорении поселения. Несмотря на данный эпизод, Гермия сохранила преемственность в византийский и турецкий периоды. Поселение не утратило значения лечебного и паломнического центра, а к середине XI века даже получило статус митрополии.
До 2000-х годов исследования Гермии ограничивались церковью св. Михаила, считающуюся крупнейшей в Центральной Анатолии, имела двухэтажный нартекс с лестницами по бокам, пять нефов, трансепт, своды и вспомогательные постройки. Сирил Манго, исследовавший её в 1986 году, выделил две строительные фазы: возведение здания связал с Феодором Студитом, константинопольским аристократом середины V века, пожертвовавшим средства на святилище; ремонтную фазу — с Юстинианом I, чьи монограммы вместе с монограммами Феодоры присутствуют на капители. Учёный констатировал необходимость точной геодезической съёмки для дальнейшего изучения.

## Сооружения

### Собор архангела Михаила
Наиболее сохранившиеся части включают южную ячейку нартекса, внутренний северный неф и юго-восточную вспомогательную пристройку. Руины ныне разделены на десять участков, засыпанных до разного уровня над византийским полом. Визуально фрагменты не воспринимаются как единое здание, но план выявляет их взаимосвязь и структуру всего комплекса. Чётко прослеживаются три основные строительные фазы: первая и третья обладали столичным (константинопольским) характером, вторая — провинциальными чертами. Первую строительную фазу идентифицируют по аркаде между северными нефами и юго-восточному углу церкви. Конструкция включала чередование известняковых рядов с кирпичными прослойками и кирпичные арки. Большинство арок имели пролёт менее двух метров, что предполагает изначальное опирание на колонны. Одна более широкая кирпичная арка, которую Манго интерпретировал как трансепт, ставится под сомнение новым планом: арка расположена ближе к нартексу, а не к апсиде, что нетипично для трансепта. Трансепт третьей фазы занимает центральное положение. Альтернативно, широкая арка могла отмечать северный портал, аналогии чему известны в соседней Ликаонии. Пятинефный план, кладка из известняка и кирпича, а также кирпичные арки указывают на влияние Константинополя. Вторая фаза связана с перестройкой северной аркады после возможных повреждений. Кирпичные арки заменили большими известняковыми, опирающимися на прямоугольные пилоны. Вероятно, аркаду перекрыли коробовым сводом, как было принято в Ликаонии, где аналогичные ремонты с заменой колонн пилонами документированы. Данная фаза, выполненная местными строителями, придала зданию провинциальные черты. Третья фаза охватила новое сводчатое перекрытие внутреннего северного нефа. Своды ограничены четырьмя травями: двумя к западу и двумя к востоку от центрального средокрестия шириной с главный неф. Симметричная планировка вызвала расхождение восточных травей с аркадами второй фазы и их частичное перекрытие. Пилоны между северными нефами утолстили, а между главным и боковыми нефами возвели заново. Массивные опоры несли широкие арки и тяжёлые известняковые своды. Особенно узкие проёмы образовались к югу от первой восточной травеи трансепта. Подобная конструкция, избыточная для простого нефа, вероятно, служила противовесом центральному куполу над трансептом. Получившаяся пятинефный крестово-купольный храм с двумя травями по сторонам трансепта имела необычные размеры. Типичные крестово-купольные храмы, как собор в Амории, были трёхнефными с одной травеей. Церковь в Дереағызы (Ликия) с двумя восточными травями считалась крупнейшей средневизантийской постройкой, но церковь св. Михаила превосходила её. Однако церковь в Дереагызы — новостройка, тогда как размеры гермийской церкви обусловлены ранневизантийским предшественником, как и в случае пятинефной куманинской мечети в Анталье. Третью фазу датируют средневизантийским периодом и связывают с возвышением Гермии до митрополии и авкокефального архиепископства.

### Прочие постройки
Древняя стена из крупных известняковых блоков с известковым раствором формирует северный край террасы. Южнее зафиксирована полоса магнитных аномалий шириной около 10 м, протянувшаяся на 35 м с запада на восток. Концы полосы поворачивают под прямыми углами на север, образуя квадрат примерно 35×35 м. Северо-восточные участки не полностью отображены из-за древесной растительности. Низкая магнитность известняка объясняет белые аномалии. Чёрные линии соответствуют материалам с высокой намагниченностью — кирпичам или черепице. Полоса аномалий интерпретируется как окружающая пустой квадрат застройка, возможно, включавшая внешнюю стену и внутренний портик с кирпичными арками или черепичной кровлей.
Восточнее ограждения, на углу другой террасы, видна полигональная апсида. Её форма указывает на византийское происхождение. Единство кладки и осевая симметрия с квадратом позволяют датировать весь комплекс этим же периодом. Апсида могла принадлежать парадному залу для приёмов или трапез. Подобные композиции атриумов с портиками и апсидированных залов характерны для ранневизантийских усадеб. На северном фланге апсиды обнаружены фрагменты opus sectile — типичного элемента репрезентативной архитектуры.
Ещё один объект расположен на отдалённой окраине террасных садов. Плоский холм усыпан известняком и керамикой. В центре расхитители вскрыли угол из блоков на известковом растворе. Многочисленные стеклянные мозаичные тессеры свидетельствуют о представительном византийском здании. Геомагнитная съёмка подтвердила изолированность постройки на холме при отсутствии застройки юго-восточнее. Объект возможно идентифицировать с кафоликоном неизвестного монастыря св. Константина, упомянутого в погребальной надписи у подножия холма. При строительстве использовались местные мрамор и камень, возможно, из Докимиума.
К востоку от Гермии расположен овраг с ручьём и террасными садами. В подпорных стенах террас присутствует высококачественная древняя кладка из тёсаных блоков, неприменимая для обычных оград и указывающая на монументальную архитектуру. Геомагнитная съёмка на террасе выше древней стены выявила план крупного ограждения: центральный квадрат размером приблизительно 35×35 м, окружённый полосой построек глубиной около 10 м. Внутренняя часть полосы имеет меньшую плотность, вероятно, соответствуя портику, внешняя — ряду помещений. Восточнее ограждения, на углу террасы, видна полигональная апсида. Её форма указывает на византийское происхождение. Единство кладочной техники и осевая симметрия с квадратом позволяют отнести весь комплекс к данному периоду. Апсида могла принадлежать парадному залу для приёмов или трапез; аналогичные сочетания апсидированных залов с портиками характерны для позднеантичных резиденций. На северном фланге апсиды обнаружены фрагменты пола в технике opus sectile — типичного элемента дворцовой архитектуры. Назначение комплекса остаётся дискуссионным. Резиденция логична для размещения епископа или высокопоставленных паломников, например, Юстиниана. Однако житие Феодора Сикеота не упоминает подобное сооружение: святого размещали в монастыре Алигете или катехуменеоне св. Михаила. К тому же расположение в овраге лишено видов, отличается сыростью и обилием комаров. Альтернативная гипотеза интерпретирует комплекс как лечебный бассейн. Упоминаемый в чудесах св. Михаила рыбный пруд, где человек мог стоять погружённым по бороду, требовал непосредственной близости воды. Термальный источник выше по течению питает современную турецкую баню с бассейнами; византийцы могли отводить те же воды к данному сооружению. Подтверждением служит старый турецкий канал южнее византийских руин. Архитектурно комплекс близок крупным римским термальным бассейнам, также окружённым портиками.
На северо-восточной стороне оврага, за пределами турецкой деревни, в некрополе располагается круглая церковь. Сооружение занимает вершину пологого холма, усыпанного плитами белого и цветного мрамора, что свидетельствует о богатой облицовке стен. Геофизическая съёмка выявила круглый план с прямолинейной восточной стеной и крупной полукруглой апсидой. Западную сторону, вероятно, фланкировал удлинённый нартекс. Центральный круг превышает 25 м в диаметре — размер, чрезмерный для свободностоящего купола. Вероятно, наружные стены содержали внутреннее кольцо опор, поддерживавших меньший центральный купол и окружённых круговым обходом. Многочисленные стеклянные тессеры указывают на мозаичное убранство купола. Снаружи церковь окружают могилы, параллельные периметральной стене и отображающиеся на геофизической схеме продолговатыми чёрными пятнами. Возможно, церковь посвящена св. Сергию: священник храма св. Сергия в Гермии участвовал во Втором Никейском соборе 787 года. Центрический план подтверждает данное отождествление, поскольку прочие церкви св. Сергия имели аналогичную планировку.

### Ени-Пынар
Источник Ени-Пынар (тур. Yeni Pınar, «Новый родник») расположен на склоне холма приблизительно в 2 км южнее Гермии. Скопления ранневизантийской керамики, тёсаного известняка, кирпичей, раствора, резных мраморных плит и стеклянных мозаичных тессер указывают на развитую застройку. Геофизическая съёмка подтвердила наличие трёхнефной базилики в восточной возвышенной части участка: широкий центральный неф завершается апсидой на востоке; узкие и короткие боковые нефы заканчиваются квадратными компартиментами, примыкавшими к алтарной зоне перед апсидой. Южная стена, вероятно, имела центральную дверь; западный нартекс шире базилики — черта, типичная для региона.
К западу от церкви, на более низком уровне, выявлено большое прямоугольное открытое пространство, со всех сторон окружённое рядами помещений. Западный ряд прерывается центральным проходом на средней оси пространства, точно напротив главного западного входа церкви, формируя основной вход в комплекс. Здания южнее оси имеют незначительное отклонение в ориентации от северных построек и церкви, вероятно, из-за ошибки при первоначальной разметке. Симметричная планировка указывает на единый проект всего ансамбля, типологически близкого византийским монастырям.
Комплекс предположительно отождествляют с монастырём Богоматери (Алигете), где останавливался Феодор Сикеот. Название «Алигете» могло происходить от владелицы поместья, по аналогии со Студийским монастырём в Константинополе. Монастырь располагался близ Гермии, но обособленно: жители Пессинуса направлялись непосредственно к нему, минуя Гермию, за помощью Феодора во время засухи. При обходе южного склона горы Диндимон, как это делают в наши дни, путники достигали Ени-Пынар, не проходя через Гермию.